# سان مارتينو داغري
سان مارتينو داغري (بالإيطالية: San Martino d'Agri)‏ هي بلدية في مقاطعة بوتنسا في إقليم بازيليكاتا الإيطالي.

## السكان
في سنة 1861 بلغ عدد السكان 1٬678 نسمة، وتطور العدد ليصل في سنة 2011 لـ 825 نسمة.
يظهر هذا المخطط البياني تطور النمو السكاني لـ سان مارتينو داغري